# Karl Heinrich Hermes
Karl Heinrich Hermes (* 12. Februar 1800 in Kalisch; † 19. Oktober 1856 in Stettin) war ein deutscher Journalist und Publizist.

## Leben
Karl Heinrich Hermes studierte an den Universitäten in Berlin und Breslau Theologie und Philosophie und wurde 1822 in Breslau mit einer Arbeit über die kleinasiatischen Galater mit dem Titel Rerum Galaticarum specimen promoviert. Während seines Studiums wurde er 1821 Mitglied der Alten Breslauer Burschenschaft Arminia. Als „Demagog und früherer Burschenschafter“ wurde ihm jedoch in Breslau die Fortsetzung der wissenschaftlichen Laufbahn verwehrt, so dass er 1824 nach Stuttgart ging und dort für die Publikationen der Cotta’sche Verlagsbuchhandlung schrieb. An der Ludwig-Maximilians-Universität München habilitierte er 1828. Er konnte dort jedoch nicht bleiben und seine Hochschulkarriere weiter verfolgen, da er wegen kritischer Artikel über Bayern in der von Cotta herausgegebenen Zeitschrift Das Inland und eines Theaterskandals gehen musste.
1832 zog er deswegen nach Braunschweig und arbeitete dort für die Deutsche Nationalzeitung aus Braunschweig und Hannover. Ferner übernahm Hermes 1836 in Nachfolge von Joachim Heinrich Campe bei Vieweg die Herausgabe einer Reihe für Kinder- und Jugendschriften, die er mit zwei Bänden des Titels Neueste Sammlung merkwürdiger Reisebeschreibungen ergänzte. Neben seinen zahlreichen von George Westermann in Braunschweig verlegten Buchveröffentlichungen arbeitete er 1840 für die Kölnische Zeitung und später für den Berliner Staatsanzeiger und die Norddeutsche Zeitung.

## Werkauswahl

### Frühe Werke
- Rerum Galaticarum specimen. Dissertation an der Universität Breslau, 1822.
- Ueber Shakspeares’s Hamlet und seine Beurtheiler Göthe, A. W. Schlegel und Tieck. Stuttgart und München, 1827.
- Die Gründe und Folgen des Verfalls und Untergangs von Polen. München, 1831, zuvor erschienen in der Zeitschrift Das Ausland.
- Napoleon, sein Charakter und seine Zeit. Leipzig 1831, Übersetzung des Werks Analysis of the character of Napoleon Bonaparte von William Ellery Channing mit einer Einleitung und Anmerkungen durch Hermes, DNB 572590865.

### Von Vieweg verlegte Werke
- Neueste Sammlung merkwürdiger Reisebeschreibungen. Bände 38 und 39 aus der Serie Sämmtliche Kinder- und Jugendschriften. 1836.
- James Justinian Morier: Aejischa, die Jungfrau von Kar. 1834, übersetzt von Hermes 1837.
- Die Entdeckung von America durch die Isländer im zehnten und eilften Jahrhunderte. 1844, DNB 58091559X.

### Von George Westermann verlegte Werke
- Charles Dickens: Leben und Abenteuer des Nicolaus Nickleby. Übersetzt von Hermes, sieben Bände, 1838–1839.
- Geschichte der letzten fünfundzwanzig Jahre. Zwei Bände, 1845,[2] DNB 560568525.
- Blicke aus der Zeit in die Zeit: Randbemerkungen zu der Tagesgeschichte der letzten fünfundzwanzig Jahre. 1845.
- Allgemeine Geschichte vom Anfang der historischen Kenntniß bis auf unsere Zeiten: für denkende Geschichtsfreunde. 1846, Reihe fortgesetzt in der Nachfolge von Karl von Rotteck.
- Geschichte der neuesten Zeit von der Stiftung des heiligen Bundes bis zur Wahl Louis Napoleons. Fünf Bände, 1855.